# 10921 Romanozen
10921 Romanozen este un asteroid din centura principală de asteroizi.

## Descriere
10921 Romanozen este un asteroid din centura principală de asteroizi. A fost descoperit pe 17 ianuarie 1998 la Dossobuono la Observatorul Madonna di Dossobuono. Asteroidul prezintă o orbită caracterizată de o semiaxă mare de 2,25 ua, o excentricitate de 0,16 și o înclinație de 4,8° în raport cu ecliptica.